# Kommunalwahlrecht (Brandenburg)
Das Kommunalwahlrecht in Brandenburg regelt die Wahl von Vertretungen wie
- Gemeindevertretungen,
- Stadtverordnetenversammlungen,
- Kreistagen,
- Ortsbeiräten

sowie von Hauptverwaltungsbeamten wie
- Oberbürgermeistern (in kreisfreien Städten),
- Bürgermeistern (in den übrigen Städten und in Gemeinden)
- Landräten und
- Ortsvorstehern.[1]

Die Vertretungen (Gremien) werden dabei auf je fünf Jahre gewählt. Die Wahlperiode der Hauptverwaltungsbeamten beträgt entweder acht Jahre für hauptamtliche Tätigkeit oder fünf Jahre für ehrenamtliche Tätigkeit (alle Ortsvorsteher und einige Bürgermeister).
Das aktive Wahlrecht haben
- alle Deutschen (im Sinne des Grundgesetzes) oder EU-Bürger
- mit ständigen Wohnsitz oder gewöhnlichem Aufenthalt im jeweiligen Wahlgebiet,
- die mindestens 16 Jahre alt sind.

Zur Wahrnehmung des passiven Wahlrechts muss der Bewerber darüber hinaus mindestens 18 Jahre alt sein und der Wohnsitz oder Aufenthalt im Wahlgebiet muss seit mindestens 3 Monaten bestehen.
Seit 2014 fanden die Kommunalwahlen der Vertretungen gemeinsam mit der Europawahl statt.

## Wahlverfahren
Bei der Wahl der Vertretungen können Wahlberechtigte bis zu drei Stimmen abgeben. Die Sitze werden nach dem Hare/Niemeyer-Verfahren mit Mehrheitsklausel auf die einzelnen Wahlvorschläge aufgeteilt. Gewählt sind dann die Personen, welche die meisten Stimmen erhalten haben oder hilfsweise nach der Reihung der aufgestellten Liste. Bei Einzelwahlvorschlägen entfällt diese zweite Aufteilung, da der Wahlvorschlag nur eine einzige Person enthält. Die im Gesetz beschriebene Abwandlung des Hare/Niemeyer-Verfahrens erfordert bei Gleichheit der Reste eine Zuteilung durch Los, wodurch das Verfahren in Ausnahmefällen nicht deterministisch ist.
Die Wahl der Hauptverwaltungsbeamten erfolgt in direkter Wahl der Bürger, ggf. mit einem zweiten Wahlgang als Stichwahl. Wird im ersten Wahlgang eine absolute Mehrheit mit mindestens 15 % der Wahlberechtigten erreicht, entfällt die Stichwahl.